# Charles R. Crisp

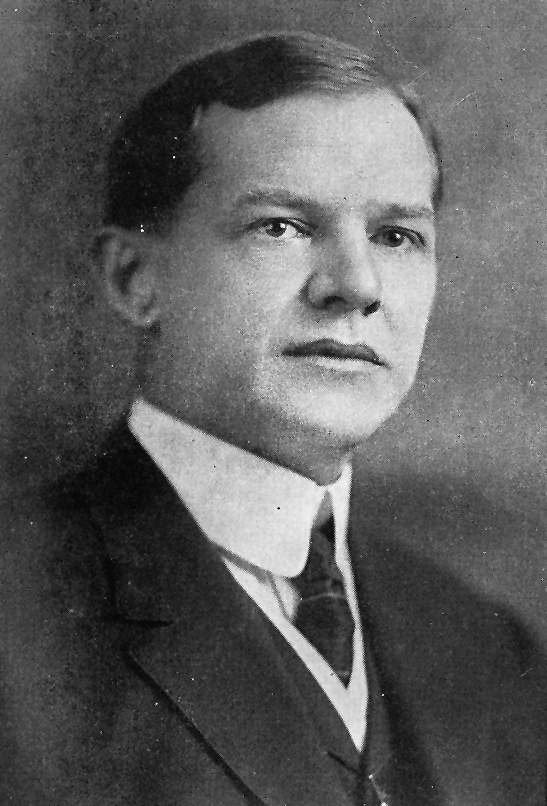
Charles R. Crisp

Charles Robert Crisp (* 19. Oktober 1870 in Ellaville,  Schley County, Georgia; † 7. Februar 1937 in Americus, Georgia) war ein US-amerikanischer Politiker. Zwischen 1896 und 1897 sowie nochmals von 1913 bis 1932 vertrat er den Bundesstaat Georgia im US-Repräsentantenhaus.

## Werdegang
Charles Crisp war der Sohn des Kongressabgeordneten Charles Frederick Crisp. Er besuchte die öffentlichen Schulen der Stadt Americus und war dann zwischen 1889 und 1891 beim Innenministerium in Washington, D.C. angestellt. Zwischen 1891 und 1895 war er beim US-Repräsentantenhaus als Parliamentarian für die Einhaltung der Geschäftsordnung zuständig. Nach einem Jurastudium und seiner im Jahr 1895 erfolgten Zulassung als Rechtsanwalt begann er in Americus in seinem neuen Beruf zu arbeiten. Politisch war er Mitglied der Demokratischen Partei.
Nach dem Tod seines Vaters, der von 1891 bis 1895 auch als Sprecher des Repräsentantenhauses fungiert hatte, wurde Crisp bei der fälligen Nachwahl für den dritten Sitz von Georgia als dessen Nachfolger in das US-Repräsentantenhaus in Washington gewählt, wo er am 19. Dezember 1896 sein neues Mandat antrat. Da er bei den regulären Kongresswahlen des Jahres 1896 nicht kandidierte, konnte er bis zum 3. März 1897 nur die laufende Legislaturperiode im Kongress beenden. Danach arbeitete er zunächst wieder als Anwalt in Americus. Zwischen 1900 und 1912 war er in diesem Ort als Richter tätig. Zwischen 1911 und 1913 war er noch einmal Parliamentarian des Kongresses; die gleiche Funktion übte er bei der Democratic National Convention des Jahres 1912 in Baltimore aus.
Bei den Wahlen des Jahres 1912 wurde Crisp erneut im dritten Wahlbezirk von Georgia in das US-Repräsentantenhaus gewählt, wo er am 4. März 1913 die Nachfolge von Dudley Mays Hughes antrat. Nach neun  Wiederwahlen konnte er bis zu seinem Rücktritt am 7. Oktober 1932 im Kongress verbleiben. In diese Zeit fielen der Erste Weltkrieg sowie die Verabschiedung des 16., des 17., des 18. und des 19. Verfassungszusatzes. Seine letzten Jahre im Kongress waren von den Ereignissen der Weltwirtschaftskrise Anfang der 1930er Jahre bestimmt.
Zwischen Oktober und Dezember 1932 war Crisp Mitglied der Bundeszollkommission. Im Jahr 1932 kandidierte er erfolglos bei einer Nachwahl für den US-Senat. Danach war Crisp Mitglied der Kommission, die sich mit der Schuldenbegleichung der Kosten des Ersten Weltkrieges befasste. Ansonsten arbeitete er bis zu seinem Tod als Anwalt in der Bundeshauptstadt Washington. Er starb am 7. Februar 1937 in Americus und wurde dort auch beigesetzt.